# سلاح المدرعات (كتاب)
سلاح المدرعات (بالإنجليزية: Armored  Cav) هو كتاب غير أدبي للكاتب الأمريكي توم كلانسي. ونشر سنة 1994.

## الموضوع
وهي كتاب إرشادي يلقي الضوء على سلاح المدرعات في الجيش الأمريكي، وما يملكه من التكنولوجيا والشخصيات العسكرية. وهو كتاب يلي كتاب آخر للؤلف بعنوان «الغواصة» وهما ضمن سلسلة من الكتب الإرشادية والتوضيحية عن الجيش الأمريكي.
وفي الكتاب يصور أفراد الجيش الأمريكي بشكل جذاب، وكذلك الدبابات والمروحيات وأسلحة المدفعية. ويصور الحياة العسكرية من دراما القتال إلى روتين الحياة اليومية بدقة تامة.
كما يحوي الكتاب مقابلة مع الجنرال فريدريك فرانكس الذي اشترك في عملية عاصفة الصحراء.